# Cezar (naslov)
Cezar (latinsko Caesar) je bil naslov vladarjev Rimskega cesarstva. 
Naslov izvira iz priimka Cezar, vzdevka, ki je bil v rimskem republikanskem obdobju podeljen veji pomembne rimske rodbine Julijcev. Prvi med njimi je bil Julij Cezar. V rimskem cesarskem obdobju se je naslov cezar uporabljal v glavnem za imenovanega cesarjevega naslednika, bil pa je tudi del naslova vladajočega cesarja. 
Iz rimskega naslova cezar izhajata sodobna naslova cesar in car. Iz grške oblike naslova kaisar (starogrško καίσαρ) izhaja nemški naslov kajzer. 

## Etimologija
Pomen besede cezar ni znan, o njem pa obstaja več teorij. Julij Cezar sam je trdil, da izhaja iz punske besede, ki se nanaša na (verjetno severnoafriškega) slona. Druga teorija meni, da izhaja iz etruščanske besede kēsar (sorodne sanskrtskemu kēsari), ki se nanaša na leva.

## Zgodnji rimski cesarji
Cezarjev naslednik Oktavijan je zaradi političnih in osebnih razlogov želel poudariti svoje sorodstvo z Julijem Cezarjem in se naslavljal z »Imperator Cezar«. Rimski senat je leta 27 pr. n. št. k naslovu dodal časten naslov Avgust (latinsko Augustus), ki pomeni 'veličasten' ali "velespoštovan". V naslovu ni bilo nobenega elementa Oktavijanovega imena. Njegov nalednik na cesarskem položaju, posinovljenec Tiberij, je samoumevno prevzel tudi naslov svojega predhodnika. Rojen kot Tiberij Klavdij Neron je 26. junija 4 n. št. ime spremenil ime v Tiberij Julij Cezar. Presedan je bil postavljen: cesar je svojega naslednika določil tako, da ga je posvojil in mu dal ime »Cezar«.
Četrti cesar, Klavdij, je bil prvi, ki je ime Cezar dodal k svojemu imenu po prihodu na prestol, ne da bi ga pred tem posinovil njegov predhodnik. K temu je treba dodati, da je bil član Julijsko-Klavdijske dinastije in po materini strani Avgustov pranečak, Tiberijev nečak in Kaligulov stric. Klavdij sam je posinovil svojega pranečaka Lucija Domicija Ahenobarba in mu na tradicionalen način dal ime Cezar. Posinovljenec je kasneje vladal kot cesar Neron. 
Prvi cesar, ki je istočasno prevzel položaj in ime, ki ga pravzaprev ni potreboval, je bil uzurpator Servij Sulpicij Galba, ki je zasedel cesarski prestol po smrti zadnjega julijsko-klavdijskega cesarja Nerona leta 68 n. št. pod imenom "Servij Galba Imperator Cezar". Galba je pomagal utrditi "Cezarja" kot naslov izbranega naslednika, tako da ga je dal svojemu posvojencu in nasledniku Luciju Kalpurniju Piso Frugiju Licinijanu. Slednji ni nikoli vladal kot cesar, ker je Galbo odstavil Mark Oton. Oton se sprva ni naslavljal s "Cezar" in je občasno uporabljal naslov "Neron", kasneje pa je privzel tudi naslov "Cezar". Otona je porazil in nasledil Aul Vitelij, ki se je naslevljal z "Aul Vitelij Germanik Imperator Avgust". Vitelij ni privzel imena Cezar in ga je nadomestil z imenom Germanik. Ime Germanik je isto leto podelil tudi svojemu sinu.
Ime Cezar je postal tako integralen del cesarskega imena, da ga je ponovno vzpostavil Tit Flavij Vespazijan, ko je leta 69 n. št. porazil Vitelija in končal obdobje nestabilnosti Rimskega cesarstva. Z njim se je začela Flavijska dinastija. Vespazijanov sin Tit Flavij Vespazijan je vladal kot "Tit Flavij Cezar Vespazijan".

## Dinastični naslov
Od takrat dalje je bil status cezarja reguliran in se je podeljeval ob imenovanju za bodočega cesarja, občasno tudi skupaj s častnim naslovom Princeps Iuventutis - princ mladosti. Nosilec je naslov obdržal tudi po prevzemu oblasti. Mark Ulpij Trajan, na primer, je kot izbrani naslednik Marka Kokceja Nerve oktobra 97 postal Cezar Nerva Trajan, po zasedbi prestola 28. januarja 98 pa Imperator Cezar Nerva Trajan Avgust. Naslavljanje prvih cesarjev ni bilo enotno, a se je kmaju poenotilo. Na kovancih so se sesarji običajno naslavljali z »Nobilissimus Caesar« – 'najplemenitejši cezar', okrajšano NOB CAES, N CAES ipd., uporabljal pa se je tudi enostavnejši naslov Cezar, okrajšano CAES.

## Pozno cesarstvo

### Kriza tretjega stoletja
Priljubljenost naslova Cezar za imenovanje naslednikov vladajočih cesarjev se je v 3. stoletju povečala. Številni vojaški cesarji so med krizo tretjega stoletja skušali okrepiti svojo legitimnost z imenovanjem naslednikov. Med njimi so bili tudi Maksimin Tračan (235-238), Filip Arabec (244-249), Decij (249–251), Trebonijan Gal (251–253) in Galien (236–268). Nekatere od njih, na primer Filipa II. (247–249), so v avgusta povišali že njihovi očetje. 
Isti naslov se je uporabljal tudi v Galskem cesarstvu, ki je od leta 260 do 274 delovalo neodvisno od preostalega Rimskega cesarstva. Zadnji galski cesar Tetrik I.  je za svojega naslednika in konzularnega kolega za leto 274 imenoval svojega sina Tetrika II. Cezarja. 
Zdi se, da trud cesarjev pri podeljevanju naslova tega kaotičnega obdobja ni naredil nič bolj stabilnega. Skoraj vsi Cezarji bi bili pobiti pred očetom ali skupaj z njim ali pa so v najboljšem primeru preživeli samo nekaj mesecev, kot na primer Hostilijan. Edini Cezar, ki je uspešno pridobil naslov avgusta in nekaj časa samostojno vladal, je bil Gordijan III. (238–244), pa tudi on je bil pod stalnim nadzorom svojega dvora.

### Tetrarhija
1. marca 293 je Dioklecijan vzpostavil tetrarhijo, sistem, v katerem sta vladala dva starejše cesarja (avgusta) in dva mlajša, njima podrejena cesarja (cezarja). Oba enakopravna starejša cesarja sta se naslavljala enako kot prejšnji cesarji z Imperator Cezar NN. Elagabal (vladal 218–222) je naslovu dodal "Pius Felix" - "pobožen in blagoslovljen", medtem ko je Maksimin Tračan (vladal 235-238) uvedel izraz »Invictus« – 'nepremagljiv'. Mlajša cesarja sta po prihodu na seniorski položaj obdržala naziv Cezar. 
Tetrarhijo kot sistem vladanja so kmalu opustili (leta 313), delitev cesarstva na štiri dele pa je preživela v obliki cesarskih prefektur. V zahodnem, latinsko govorečem Rimskem, in v vzhodnem, grško govorečem Bizantinskem cesarstvu, je bil uveden prejšnji sistem dveh enakopravnih cesarjev in njunih izbranih naslednikov cezarjev.

### Obdobje po tetrarhiji
Naslov cezar je ostal v rabi v celotnem konstantinskem obdobju (293–363), tako da sta ga za označevanje svojih dedičev uporabila Konstantin I. in njegov socesar in tekmec Licinij. Konstantin je imel do smrti štiri cezarje: Konstancija II., Konstantina II., Konstansa in njegovega nečaka Dalmacija, njegov najstarejši sin Krisp pa je bil v skrivnostnih okoliščinah usmrčen že v času njegove vladavine. Konstantina bi torej lahko nasledili samo trije njegovi sinovi in nečak Dalmacij, ki je v podobno skrivnostnih okoliščinah umrl poleti 337. 
Konstancij II. je v 350. letih za cezarja imenoval svoja bratranca Konstancija Gala in Julijana. Prvega je ukazal usmrtiti, potem pa je bil sam ubit v vojni z Julijanom. Po julijanovem uporu leta 361 je naslov cezar za nekaj časa odšel iz cesarske mode. Cesarji so svoje sinove preprosto povzdignili na položaj avgusta, kot je to storil na primer  Gracijan. Naslov so obudili šele čez skoraj tri četrt stoletja, ko je Teodozij II. za cezarja imenoval svojega nečaka Valentinijana III. V Vzhodnem rimskem cesarstvu je imel naslov omejeno rabo. Cesar Leon I. Tračan (vladal 457–474) je v zadnjih mesecih svojega življenja za cezarja imenoval svojega vnuka Leona II. (vladal 474).

## Bizantinsko cesarstvo
V Bizantinskem cesarstvu je bil cezar ali kaisar (grško Καῖσαρ) visok dvorni naslov. Prvotno se je, tako kot v poznem Rimskem cesarstvu, uporabljal za podrejenega socesarja ali navideznega dediča in je bil najvišji med "nagradnimi" dostojanstvi. Od Teodozija I. (vladal 379-395) se je večina cesarjev odločila utrditi nasledstvo tako, da je svoje sinove preprosto povzdignila na položaj socesarja. Naslov cezar so zato pogosteje podeljevali drugorojenim in tretjerojenim sinovom ali bližnjim in vplivnim cesarjevim sorodnikom. Aleksej Mosel, na primer, je bil zet cesarja Teofila (vladal 829-842), Bardas pa stric in glavni minister Mihaela III. (vladal 842–867), medtem ko je Nikifor II. Fokas  (vladal 963–969) z naslovom cezar nagradil svojega očeta Bardasa Fokasa. Izjemen primer je bila podelitev dostojanstva bolgarskemu kanu Tervelu s strani Justinijana II. (vladal 685–695, 705–711), ker mu je kan leta 705 pomagal vrniti se na prestol. Naslov so leta 1081 podelili Juriju II. Gruzijskemu, bratu cesarice Marije Alanske.
Položaj je užival obsežne privilegije in imel velik ugled in moč. Ko je Aleksej I. Komnen (vladal 1081–1118) ustvaril naslov sebastokrator, je kaisar postal tretji, ko je Manuel I. Komnen (vladal 1143–1180) ustvaril naslov despot pa četrtri najvišji položaj v državni hierarhiji. Takšno stanje je ostalo nespremenjeno do konca cesarstva. Ženska oblika je naslova bila kaisarisa. Naslov kaisar se je običajno podeljeval cesarjevim sorodnikom, visoklim in uglednim državnim uradnikom in le redko tujcem. 
Po Filotejevem Kletorologiju iz leta 899 so bile insignije bizantinskega cezarja krona brez križa in slovesnost Cezarjevega stvarjenja, opisana v De ceremoniis I.43. V obdobju Paleologov so naslov cezarja podeljevali uglednim plemičem, kot je bil Aleksej Strategopul, od 14. stoletja pa večinoma balkanskim vladarjem, kot so bili knezi Vlaške, Srbije in Tesalije.
V pozni bizantinski hierarhiji, ki je dokumentirana v Knjigi dostojanstev (latinsko De Officiis, grško Τακτικόν περί των οφφικίων του Παλατίου Kωνσταντινουπόλεως και των οφφικίων της Μεγάλης, O dostojanstvih v cesarski palači in Veliki cerkvi) Jurija Kodina, je bil cezar po rangu pod sebastokratorjem. Kodin omenja tudi to, da je bil cezar enak panhipersebastu, ki ga je tudi ustvaril Aleksej I., cesar Mihael VIII. Paleolog (vladal 1259–1282) pa je svojega nečaka Mihaela Tarhanejota povzdignil na položaj protovestiarija s pripombo, da spada po rangu pod cezarja. Pod Andronikom II. Paleologom (vladal 1282-1328) je po rangu njemu enak postal megas domestikos (veliki domestik), ko je bil na ta položaj imenovan bodoči cesar Ivan VI. Kantakuzen (vladal 1347–1354). Po Juriju Kodinu je med cezarjeve insignije pod Paleologi spadal rdeč in zlat klobuk skiadion, izvezen z zlato nitjo in tančico z nosilčevim imenom in priveski, enakimi priveskom despota in sebastokratorja. Nosil je rdečo tuniko, podobno cesarjevi, vendar brez določenih okraskov. Nogavice in čevlji so bili modre barve. Enake barve je bila tudi konjska oprava. Vse to je bilo enako opravi sebastokratorja, vendar brez izvezenih orlov. Kodin piše, da posebnega kupolastega klobuka skaranikon in plašča tamparion cezarji niso nosili.

## Osmansko cesarstvo
Cezar je bil naslov, ki so ga v perzijskem Sasanidskem cesarstvu uradno uporabljali za naslavljanje rimskih in bizantinskih cesarjev. Na Bližnjem vzhodu so Perzijci in Arabci še naprej govorili o rimskih in bizantinskih cesarjih kot o »cezarjih« (perzijsko قیصر روم, latinizirano: Qaysar-i Rum, dob. 'Cezar Rimljanov'). Po osvojitvi Konstantinopla leta 1453 je zmagoviti osmanski sultan Mehmed II. postal prvi vladar Osmanskega cesarstva, ki je privzel naslov Kayser-i Rûm (cesar Rimskega cesarstva, osmanskoturško قیصر روم). Mehmed je hkrati zahteval, da se ga uradno prizna za naslednika rimskih cesarjev. Skliceval se je na to, da je po osvojitvi cesarstva samo ustanovil novo dinastijo, kot pred njim Heraklij in Leon III. Sodobni učenjak Jurij iz Trebizonda je ob tem zapisal, da je »sedež Rimskega imperija Konstantinopel ... in kdor je in ostaja cesar Rimljanov, je tudi cesar celotnega sveta.«
Za ekumenskega patriarha Konstantinopla in Novega Rima z vsemi ceremonialnimi elementi in statusom etnarha (ormilletbashi) je sam sultan imenoval Genadija II., prepričanega nasprotnika Zahoda zaradi opustošenja Konstantinopla, ki so ga zagrešili zahodni kristjani v četrti križarski vojni, in teoloških sporov med obema Cerkvama. Genadij II. je na drugi strani formalno priznal Mehmeda kot naslednika bizantinskega (rimskega) prestola. Mehmed je imel tudi sorodstvene vezi z bizantinsko vladarsko družino. Njegov predhodnik, sultan Orhan I., je bil poročen z bizantinsko princeso, zato naj bi Mehmed trdil, da je potomec Ivana Celepa Komnena.
Osmanski sultani niso bili edini vladarji, ki so zahtevali takšen naslov. V zahodni Evropi je obstajalo Sveto rimsko cesarstvo, katerega cesar Friderik III. Habsburški je bil naslednik Karla Velikega, ki je dobil naslov rimskega cesarja od papeža Leona III. leta 800. Bizantinsko cesarstvo ga za takega nikoli ni priznalo.
V diplomatskih dopisih med Osmanskim in Svetim rimskim cesarstvom je osmansko birokracijo jezila njegova raba naslova cesar, ker so se sami šteli za resnične naslednike Rima. Ko je izbruhnila vojna in so se začela mirovna pogajanja, je Sveto rimsko cesarstvo (Avstrijci) pristalo, da bo skladno s Konstantinopelskmi sporazumom (1533) opustilo rabo naslova cesar. V resnici je bil naslov v rabi do propada Svetega rimskega cesarstva leta 1806.
Osmani so sankcionirali tudi Ruse, ki so za Moskvo trdili, da je Tretji Rim. Krimskemu kanatu so večkrat ukazali, da organizira vojne pohode proti Rusom. Osmani so izgubili svojo politično superiornost nad Svetim rimskim cesarstvom s sklenitvijo Žitvanskega miru leta 1606, nad Ruskim imperijem pa s sklenitnijo Kučukkajnarškega miru leta 1774. S sporazumoma so prvič priznali monarha obeh cesarstev za enaka osmanskemu sultanu.

## Zapuščina
Zgodovinski "cezar" kot naslov, običajno rezerviran za cesarje in cesarice, se je v različnih oblikah ohranil v številnih jezikih.
Afriško-azijski jeziki:
- arabsko Qays'r قصر;قيصر  Qas'r
- hebrejsko קיסר, kesar (moški) in and קיסרית, kesarit (ženska)

Albanski jeziki:
- albansko Çezar in Qesarinë

Armenski jeziki:
- armensko կայսր Kaysr

Grški jeziki:
- grško Καίσαρας (Kaisaras), arhaična oblika Καίσαρ se uporablja redko (za turške sultane tudi v turščini)

Avstronezijski jeziki:
- indonezijsko Kaisar

Baltski jeziki:
- latvijsko Ķeizars inĶeizariene

Germanski jeziki:
- dansko Kejser in Kejserinde
- nizozemsko Keizer in Keizerin
- nemško Kaiser in Kaiserin
- islandsko Keisari in Keisaraynja
- fersko Keisari in Keisarinna
- norveško Keiser in Keiserinne (bokmål) / Keisar in Keisarinne (nynorsk)
- švedsko Kejsare in Kejsarinna
- staroangleško cāsere

Indo-iranski jeziki:
- perzijsko Ghaysar قيصر
- urdujsko Qaysar قيصر, v britanskem obdobju v naslovu  "Kaiser-i-Hind" ("Cesar Indije")

Kartvelski jeziki:
- gruzinsko კეისარი (Keisari)

Romanski jeziki:
- italijansko Cesare kot osebno ime
- romunsko, cezar ali Cezar kot osebno ime
- špansko, portugalsko infrancosko César, običajno kot osebno ime ali priimek

V več romanskih in drugih jezikih je cesarski naslov izpeljan iz latinskega naslova imperator, ki je bil povezan z vojsko ali naslov zmagovalca.
Slovanski jeziki:
- belorusko цар, царыца (car, carica)
- bolgarsko цар, царица (car, carica)
- češko císař, císařovna
- makedonsko цар, царица (car, carica)
- poljsko cesarz, cesarzowa;
- rusko царь, царица (car, carica)
- srbohrvaško car, carica (цар, царица)
- slovaško cisár, cisárovna
- slovensko cesar, cesarica (za pravoslavne-slovanske cesarje tudi car, carica)
- ukrajinsko цісар, цісарева (cisar, cisareva), tudi ukrajinsko цар/царь, царина (car, carina)

Turški jeziki:
- anatolsko turško Kayser
- osmansko turško rical
- turško Sezar

Uralski jeziki:
- estonsko Keiser in Keisrinna
- finsko Keisari in Keisarinna ali Keisaritar
- madžarsko Császár in Császárnő

Afriški jeziki:
- jorubsko késárì

Naslov cezar se je v knjižnem jorubskem jeziku prvič pojavil v prevodu Biblije. V Bibliji se nanaša na cesarja Avgusta. Kot naslov kraljev se je začel uporabljati šele v poznem 19. stoletju in se razširil šele v 20. stoletju. Za kralja je bil v rabi predvsem naslov "Kábíyèsi", ki pomeni nekoga, "ki ga ni mogoče vprašati" (Ká-bí-yò-èsi).

## Seznam nosilcev naslova
Rimsko cesarstvo
- Tit (razglašen za cezarja 69 n. št., avgust od 24. junija 79 do 13. septembra 81)
- Domicijan (razglašen za cezarja 69 n. št., avgust od 14. septembra 81 do 18. septembra 96)
- Antonin Pij (razglašen za cezarja 25. februarja 138, avgust od 10. julija 138 do 7. marca 161)
- Mark Avrelij (razglašen za cezarja 5. decembra 139, avgust od 7. marca 161 do 17. marca  180)
- Lucij Ver (razglašen za cezarja 12. oktobra 166, avgust od 7. marca 161 do januarja/februarja 169)
- Komod (razglašen za cezarja 12. oktobra 166, avgust od 27. novembra 176 do 31. decembra 192)
- Karakala (razglašen za cezarja leta 195/196, avgust od 4. februarja 211 do 8. aprila 217)
- Geta (razglašen za cezarja 28. januarja 198, avgust od 4. februarja  211 do 2. februarja 212)
- Diadumenijan (razglašen za cezarja aprila 217, avgust od maja do junija 218)
- Gordijan III. (razglašen za cezarja aprila 238, avgust od začetka avgusta 238 do kanca januarja/začetka februarja 244)
- Voluzijan (razglašen za cezarja junija (?) 251, avgust od konca junija/začetka avgusta  251 ko konca julija/začetka avgusta 253)
- Maksimijan (razglašen za cezarja 21. julija 285, avgust od 1. aprila 286 do 1. maja  305 in od konca 306/začetka 307 do novembra 308)

- Konstancij I. (razglašen za cezarja 1. marca 293, avgust od 1. maja 305 do 25. julija 306)
- Galerij (razglašen za cezarja 21. marca 293, avgust od 1. maja 305 do začetka maja 311)
- Valerij II. (razglašen za cezarja 1. maja 305, avgust od 25. julija 306 do aprila 307)
- Maksimin Daja (razglašen za cezarja 1. maja 305, avgust od 1. maja 310 do poletja 313)
- Maksencij (razglašen za cezarja 28. oktobra 306, avgust od aprila (?) 307 do 28. oktobra 312)
- Konstantin Veliki (razglašen za cezarja 25. julija 306, avgust od 25. julija 306 do 22. maja 337)
- Krisp (razglašen za cezarja 1. marca 317)
- Licinij II. (razglašen za cezarja 1. marca 317)
- Konstantin II. (razglašen za cezarja 1. marca 317, avgust od 9. septembra 337 do začetka aprila 340)
- Konstans (razglašen za cezarja 25. decembra 333, avgust od 9 septembra 337 do 18. januarja 350)
- Konstancij II. (razglašen za cezarja 8. novembra 324, avgust od 9. septembra 337 do 3. novembra 361)
- Konstancij Gal
- Julijan (razglašen za cezarja 6. novembra 355, avgust od 3. novembra 361 do 26./7. junija 363)
- Valentinijan III. (razglašen za cezarja 23. oktobra 424, avgust od 23. oktobra 425 do 16. marca 455)
- Majorijan (razglašen za cezarja 1. aprila 457, avgust od 28. decembra 457 do 2. avgusta 461)
- Prokopij Antemij (razglašen za cezarja 25. marca 467, avgust od 12. aprila 467 do 11. julija 472)
- Leon II. (razglašen za cezarja oktobra 473, avgust od januarja do novembra 474)

Bizantinsko cesarstvo
- Tervel, kan Bolgarov, imenoval ga je Justinijan II. leta 705 (vladal  685–695 in 705–711)
- Teofob, imenoval ga je Teofil (vladal 829–842)[14]
- Aleksej Mozel, imenoval ga je Teofil (vladal 829–842)
- Bardas, imenoval ga je njegov nečak Mihael III. (vladal 842–867)
- Bardas Fokas, imenoval ga je sin Nikifor II. (vladal 963–969)
- Ivan Dukas, leta 1059 ga je imenoval brat Konstantin X. Dukas
- Nikifor Brienij, imenoval ga je tast Aleksej I. Komnen
- Izak Komnen, imenoval ga je oče Aleksej I. Komnen (po Ioanesu Zonarasu)
- Jurij II. Gruzinski, brat cesarice Marije Alanske, imenoval leta 1081
- Ivan Rogerij Dalasen, imenoval ga je Ivan II. Komnen
- Aleksej Strategopoul, imenoval ga je Mihael VIII. Paleolog (vladal 1261–1282)
- Rogerij de Flor, vodja Velike katalonske družbe, imenovla ga je Andronik II. Paleolog leta 1304
- Hrelja, imenoval ga je verjetno Ivan VI. Kantakuzen

Srbija
- Grgur Golubić, imenoval ga je Štefan Dušan leta 1347
- Vojihna, imenoval ga je Štefan Dušan leta 1347
- Preljub, imenoval ga je Štefan Dušan leta 1348–1349
- Uglješa Vlatković, imenoval ga je Uroš V.
- Nikola Radonja, imenoval ga je Stefan Uroš V.
- Kesar Novak, imenoval ga je Stefan Uroš V.